# Max Wolf
Maximilian Franz Joseph Cornelius Wolf (21 tháng 6 năm 1863 – 3 tháng 10 năm 1932) là một nhà thiên văn học người Đức, tiên phong trong lĩnh vực chụp ảnh thiên văn. Ông là trưởng khoa Thiên văn học trường Đại học Heidelberg và giám đốc đài quan sát Landessternwarte Heidelberg-Königstuhl từ 1902 đến 1932.
Ông sinh ở Heidelberg, con trai của bác sĩ nổi tiếng trong vùng Dr. Franz Wolf. Bố của ông là người có ảnh hưởng lớn đến sự yêu thích khoa học của ông khi đã xây một phòng quan sát và thí nghiệm khoa học tại gia đình. Chính tại nhà mình, Max Wolf lần đầu tiên phát hiện ra sao chổi 14P/Wolf năm 1884, khởi đầu trong sự nghiệp của ông.
Max Wolf học đại học Heidelberg và nhận bằng tiến sĩ năm 1888, trở thành giảng viên bộ môn thiên văn học ở trường này từ năm 1890. Năm 1902 ông được bổ nhiệm làm giám đốc đài quan sát "Landessternwarte Heidelberg-Königstuhl" và công tác tại đây cho đến khi qua đời.

## Sự nghiệp
Ông có nhiều bài báo nghiên cứu về lĩnh vực thiên văn quan sát. Max Wolf cùng với Edward Barnard đã lập bản đồ và phân loại khoảng 1000 sao thông qua quan trắc chuyển động riêng của chúng. Ông phát hiện ra sao lùn đỏ Wolf 359, một trong những ngôi sao gần Hệ Mặt Trời. Những ngôi sao này có ý nghĩa vì chúng chuyển động riêng lớn và mờ, lại nằm gần Mặt Trời, giống như sao Barnard, mà cho tới thời điểm đó đa số các nhà thiên văn nghĩ rằng vũ trụ chỉ có những ngôi sao sáng và ở xa. Ông tiếp tục lập bản đồ sao và cho tới khi qua đời đã hoàn thiện được danh mục khoảng 1500 sao.
Ông là người đầu tiên làm sáng tỏ bản chất của tinh vân tối, mà William Herschel trước đây từng gọi là "những cái hố trên bầu trời". Cùng với Barnard, hai ông đã cẩn thận quan sát và chứng minh rằng đây là những đám mây bụi và cản trở ánh sáng.
Max Wolf cũng phát hiện ra bốn siêu tân tinh, SN 1895A (VW Vir), SN 1909A (SS UMa), SN 1920A, và cùng với Reinmuth, SN 1926A; cũng như thực hiện quan sát sự trở lại của sao chổi Halley vào năm 1910.
Ông đã phát hiện ra hơn 200 tiểu hành tinh thuộc vành đai tiểu hành tinh.
| Số tiểu hành tinh phát hiện 248 | Số tiểu hành tinh phát hiện 248 |
| --- | ------------------------------- |
| 323 Brucia | ngày 22 tháng 12 năm 1891       |
| 325 Heidelberga | ngày 4 tháng 3 năm 1892         |
| 328 Gudrun | ngày 18 tháng 3 năm 1892        |
| 329 Svea | ngày 21 tháng 3 năm 1892        |
| 330 Adalberta | ngày 2 tháng 2 năm 1910         |
| 332 Siri | ngày 19 tháng 3 năm 1892        |
| 333 Badenia | ngày 22 tháng 8 năm 1892        |
| 334 Chicago | ngày 23 tháng 8 năm 1892        |
| 339 Dorothea | ngày 25 tháng 9 năm 1892        |
| 340 Eduarda | ngày 25 tháng 9 năm 1892        |
| 341 California | ngày 25 tháng 9 năm 1892        |
| 342 Endymion | ngày 17 tháng 10 năm 1892       |
| 343 Ostara | ngày 15 tháng 11 năm 1892       |
| 351 Yrsa | ngày 16 tháng 12 năm 1892       |
| 352 Gisela | ngày 12 tháng 1 năm 1893        |
| 353 Ruperto-Carola | ngày 16 tháng 1 năm 1893        |
| 385 Ilmatar | ngày 1 tháng 3 năm 1894         |
| 386 Siegena | ngày 1 tháng 3 năm 1894         |
| 391 Ingeborg | ngày 1 tháng 11 năm 1894        |
| 392 Wilhelmina | ngày 4 tháng 11 năm 1894        |
| 393 Lampetia | ngày 4 tháng 11 năm 1894        |
| 399 Persephone | ngày 23 tháng 2 năm 1895        |
| 401 Ottilia | ngày 16 tháng 3 năm 1895        |
| 407 Arachne | ngày 13 tháng 10 năm 1895       |
| 408 Fama | ngày 13 tháng 10 năm 1895       |
| 412 Elisabetha | ngày 7 tháng 1 năm 1896         |
| 413 Edburga | ngày 7 tháng 1 năm 1896         |
| 415 Palatia | ngày 7 tháng 2 năm 1896         |
| 417 Suevia | ngày 6 tháng 5 năm 1896         |
| 418 Alemannia | ngày 7 tháng 9 năm 1896         |
| 419 Aurelia | ngày 7 tháng 9 năm 1896         |
| 420 Bertholda | ngày 7 tháng 9 năm 1896         |
| 421 Zähringia | ngày 7 tháng 9 năm 1896         |
| 434 Hungaria | ngày 11 tháng 9 năm 1898        |
| 435 Ella[1] | ngày 11 tháng 9 năm 1898        |
| 436 Patricia[1] | ngày 13 tháng 9 năm 1898        |
| 442 Eichsfeldia[1] | ngày 15 tháng 2 năm 1899        |
| 443 Photographica[1] | ngày 17 tháng 2 năm 1899        |
| 446 Aeternitas[1] | ngày 27 tháng 10 năm 1899       |
| 447 Valentine[1] | ngày 27 tháng 10 năm 1899       |
| 448 Natalie[1] | ngày 27 tháng 10 năm 1899       |
| 449 Hamburga[1] | ngày 31 tháng 10 năm 1899       |
| 450 Brigitta[1] | ngày 10 tháng 10 năm 1899       |
| 455 Bruchsalia[1] | ngày 22 tháng 5 năm 1900        |
| 456 Abnoba[1] | ngày 4 tháng 6 năm 1900         |
| 457 Alleghenia[1] | ngày 15 tháng 9 năm 1900        |
| 458 Hercynia[1] | ngày 21 tháng 9 năm 1900        |
| 459 Signe | ngày 22 tháng 10 năm 1900       |
| 460 Scania | ngày 22 tháng 10 năm 1900       |
| 461 Saskia | ngày 22 tháng 10 năm 1900       |
| 462 Eriphyla | ngày 22 tháng 10 năm 1900       |
| 463 Lola | ngày 31 tháng 10 năm 1900       |
| 464 Megaira | ngày 9 tháng 1 năm 1901         |
| 465 Alekto | ngày 13 tháng 1 năm 1901        |
| 466 Tisiphone[2] | ngày 17 tháng 1 năm 1901        |
| 467 Laura | ngày 9 tháng 1 năm 1901         |
| 468 Lina | ngày 18 tháng 1 năm 1901        |
| 471 Papagena | ngày 7 tháng 6 năm 1901         |
| 473 Nolli | ngày 13 tháng 2 năm 1901        |
| 474 Prudentia | ngày 13 tháng 2 năm 1901        |
| 480 Hansa[2] | ngày 21 tháng 5 năm 1901        |
| 482 Petrina | ngày 3 tháng 3 năm 1902         |
| 483 Seppina | ngày 4 tháng 3 năm 1902         |
| 484 Pittsburghia | ngày 29 tháng 4 năm 1902        |
| 488 Kreusa[2] | ngày 26 tháng 6 năm 1902        |
| 490 Veritas | ngày 3 tháng 9 năm 1902         |
| 491 Carina | ngày 3 tháng 9 năm 1902         |
| 492 Gismonda | ngày 3 tháng 9 năm 1902         |
| 493 Griseldis | ngày 7 tháng 9 năm 1902         |
| 494 Virtus | ngày 7 tháng 10 năm 1902        |
| 495 Eulalia | ngày 25 tháng 10 năm 1902       |
| 496 Gryphia | ngày 25 tháng 10 năm 1902       |
| 499 Venusia | ngày 24 tháng 12 năm 1902       |
| 500 Selinur | ngày 16 tháng 1 năm 1903        |
| 501 Urhixidur | ngày 18 tháng 1 năm 1903        |
| 502 Sigune | ngày 19 tháng 1 năm 1903        |
| 509 Iolanda | ngày 28 tháng 4 năm 1903        |
| 512 Taurinensis | ngày 23 tháng 6 năm 1903        |
| 513 Centesima | ngày 24 tháng 8 năm 1903        |
| 514 Armida | ngày 24 tháng 8 năm 1903        |
| 515 Athalia | ngày 20 tháng 9 năm 1903        |
| 520 Franziska[3] | ngày 27 tháng 10 năm 1903       |
| 522 Helga | ngày 10 tháng 1 năm 1904        |
| 524 Fidelio | ngày 14 tháng 3 năm 1904        |
| 526 Jena | ngày 14 tháng 3 năm 1904        |
| 527 Euryanthe | ngày 20 tháng 3 năm 1904        |
| 528 Rezia | ngày 20 tháng 3 năm 1904        |
| 529 Preziosa | ngày 20 tháng 3 năm 1904        |
| 530 Turandot | ngày 11 tháng 4 năm 1904        |
| 531 Zerlina | ngày 12 tháng 4 năm 1904        |
| 532 Herculina | ngày 20 tháng 4 năm 1904        |
| 539 Pamina | ngày 2 tháng 8 năm 1904         |
| 540 Rosamunde | ngày 3 tháng 8 năm 1904         |
| 541 Deborah | ngày 4 tháng 8 năm 1904         |
| 549 Jessonda | ngày 15 tháng 11 năm 1904       |
| 550 Senta | ngày 16 tháng 11 năm 1904       |
| 551 Ortrud | ngày 16 tháng 11 năm 1904       |
| 552 Sigelinde | ngày 14 tháng 12 năm 1904       |
| 553 Kundry | ngày 27 tháng 12 năm 1904       |
| 555 Norma | ngày 14 tháng 1 năm 1905        |
| 557 Violetta | ngày 26 tháng 1 năm 1905        |
| 558 Carmen | ngày 9 tháng 2 năm 1905         |
| 559 Nanon | ngày 8 tháng 3 năm 1905         |
| 560 Delila | ngày 13 tháng 3 năm 1905        |
| 561 Ingwelde | ngày 26 tháng 3 năm 1905        |
| 562 Salome | ngày 3 tháng 4 năm 1905         |
| 565 Marbachia | ngày 9 tháng 5 năm 1905         |
| 570 Kythera | ngày 30 tháng 7 năm 1905        |
| 573 Recha | ngày 19 tháng 9 năm 1905        |
| 574 Reginhild | ngày 19 tháng 9 năm 1905        |
| 575 Renate | ngày 19 tháng 9 năm 1905        |
| 577 Rhea | ngày 20 tháng 10 năm 1905       |
| 578 Happelia | ngày 1 tháng 11 năm 1905        |
| 580 Selene | ngày 17 tháng 12 năm 1905       |
| 586 Thekla | ngày 21 tháng 2 năm 1906        |
| 587 Hypsipyle | ngày 22 tháng 2 năm 1906        |
| 588 Achilles | ngày 22 tháng 2 năm 1906        |
| 590 Tomyris | ngày 4 tháng 3 năm 1906         |
| 592 Bathseba | ngày 18 tháng 3 năm 1906        |
| 594 Mireille | ngày 27 tháng 3 năm 1906        |
| 597 Bandusia | ngày 16 tháng 4 năm 1906        |
| 598 Octavia | ngày 13 tháng 4 năm 1906        |
| 601 Nerthus | ngày 21 tháng 6 năm 1906        |
| 605 Juvisia | ngày 27 tháng 8 năm 1906        |
| 609 Fulvia | ngày 24 tháng 9 năm 1906        |
| 610 Valeska | ngày 26 tháng 9 năm 1906        |
| 641 Agnes | ngày 8 tháng 9 năm 1907         |
| 642 Clara | ngày 8 tháng 9 năm 1907         |
| 659 Nestor | ngày 23 tháng 3 năm 1908        |
| 683 Lanzia | ngày 23 tháng 7 năm 1909        |
| 692 Hippodamia[4] | ngày 5 tháng 11 năm 1901        |
| 707 Steina | ngày 22 tháng 12 năm 1910       |
| 712 Boliviana | ngày 19 tháng 3 năm 1911        |
| 733 Mocia | ngày 16 tháng 9 năm 1912        |
| 798 Ruth | ngày 21 tháng 11 năm 1914       |
| 800 Kressmannia | ngày 20 tháng 3 năm 1915        |
| 801 Helwerthia | ngày 20 tháng 3 năm 1915        |
| 802 Epyaxa | ngày 20 tháng 3 năm 1915        |
| 805 Hormuthia | ngày 17 tháng 4 năm 1915        |
| 806 Gyldenia | ngày 18 tháng 4 năm 1915        |
| 807 Ceraskia | ngày 18 tháng 4 năm 1915        |
| 809 Lundia | ngày 11 tháng 8 năm 1915        |
| 810 Atossa | ngày 8 tháng 9 năm 1915         |
| 811 Nauheima | ngày 8 tháng 9 năm 1915         |
| 813 Baumeia | ngày 28 tháng 11 năm 1915       |
| 815 Coppelia | ngày 2 tháng 2 năm 1916         |
| 816 Juliana | ngày 8 tháng 2 năm 1916         |
| 817 Annika | ngày 6 tháng 2 năm 1916         |
| 818 Kapteynia | ngày 21 tháng 2 năm 1916        |
| 819 Barnardiana | ngày 3 tháng 3 năm 1916         |
| 820 Adriana | ngày 30 tháng 3 năm 1916        |
| 821 Fanny | ngày 31 tháng 3 năm 1916        |
| 822 Lalage | ngày 31 tháng 3 năm 1916        |
| 823 Sisigambis | ngày 31 tháng 3 năm 1916        |
| 826 Henrika | ngày 28 tháng 4 năm 1916        |
| 831 Stateira | ngày 20 tháng 9 năm 1916        |
| 832 Karin | ngày 20 tháng 9 năm 1916        |
| 833 Monica | ngày 20 tháng 9 năm 1916        |
| 834 Burnhamia | ngày 20 tháng 9 năm 1916        |
| 835 Olivia | ngày 23 tháng 9 năm 1916        |
| 836 Jole | ngày 23 tháng 9 năm 1916        |
| 837 Schwarzschilda | ngày 23 tháng 9 năm 1916        |
| 838 Seraphina | ngày 24 tháng 9 năm 1916        |
| 839 Valborg | ngày 24 tháng 9 năm 1916        |
| 840 Zenobia | ngày 25 tháng 9 năm 1916        |
| 841 Arabella | ngày 1 tháng 10 năm 1916        |
| 842 Kerstin | ngày 1 tháng 10 năm 1916        |
| 845 Naëma | ngày 16 tháng 11 năm 1916       |
| 860 Ursina | ngày 22 tháng 1 năm 1917        |
| 861 Aïda | ngày 22 tháng 1 năm 1917        |
| 862 Franzia | ngày 28 tháng 1 năm 1917        |
| 863 Benkoela | ngày 9 tháng 2 năm 1917         |
| 865 Zubaida | ngày 15 tháng 2 năm 1917        |
| 866 Fatme | ngày 25 tháng 2 năm 1917        |
| 868 Lova | ngày 26 tháng 4 năm 1917        |
| 870 Manto | ngày 12 tháng 5 năm 1917        |
| 871 Amneris | ngày 14 tháng 5 năm 1917        |
| 872 Holda | ngày 21 tháng 5 năm 1917        |
| 873 Mechthild | ngày 21 tháng 5 năm 1917        |
| 874 Rotraut | ngày 25 tháng 5 năm 1917        |
| 875 Nymphe | ngày 19 tháng 5 năm 1917        |
| 879 Ricarda | ngày 22 tháng 7 năm 1917        |
| 880 Herba | ngày 22 tháng 7 năm 1917        |
| 881 Athene | ngày 22 tháng 7 năm 1917        |
| 883 Matterania | ngày 14 tháng 9 năm 1917        |
| 884 Priamus | ngày 22 tháng 9 năm 1917        |
| 887 Alinda | ngày 3 tháng 1 năm 1918         |
| 888 Parysatis | ngày 2 tháng 2 năm 1918         |
| 889 Erynia | ngày 5 tháng 3 năm 1918         |
| 890 Waltraut | ngày 11 tháng 3 năm 1918        |
| 891 Gunhild | ngày 17 tháng 5 năm 1918        |
| 892 Seeligeria | ngày 31 tháng 5 năm 1918        |
| 893 Leopoldina | ngày 31 tháng 5 năm 1918        |
| 894 Erda | ngày 4 tháng 6 năm 1918         |
| 895 Helio | ngày 11 tháng 7 năm 1918        |
| 896 Sphinx | ngày 1 tháng 8 năm 1918         |
| 897 Lysistrata | ngày 3 tháng 8 năm 1918         |
| 898 Hildegard | ngày 3 tháng 8 năm 1918         |
| 899 Jokaste | ngày 3 tháng 8 năm 1918         |
| 900 Rosalinde | ngày 10 tháng 8 năm 1918        |
| 901 Brunsia | ngày 30 tháng 8 năm 1918        |
| 904 Rockefellia | ngày 29 tháng 10 năm 1918       |
| 907 Rhoda | ngày 12 tháng 11 năm 1918       |
| 908 Buda | ngày 30 tháng 11 năm 1918       |
| 914 Palisana | ngày 4 tháng 7 năm 1919         |
| 919 Ilsebill | ngày 30 tháng 10 năm 1918       |
| 927 Ratisbona | ngày 16 tháng 2 năm 1920        |
| 946 Poësia | ngày 11 tháng 2 năm 1921        |
| 949 Hel | ngày 11 tháng 3 năm 1921        |
| 972 Cohnia | ngày 18 tháng 1 năm 1922        |
| 1008 La Paz | ngày 31 tháng 10 năm 1923       |
| 1021 Flammario | ngày 11 tháng 3 năm 1924        |
| 1038 Tuckia | ngày 24 tháng 11 năm 1924       |
| 1039 Sonneberga | ngày 24 tháng 11 năm 1924       |
| 1053 Vigdis | ngày 16 tháng 11 năm 1925       |
| 1069 Planckia | ngày 28 tháng 1 năm 1927        |
| 1134 Kepler | ngày 25 tháng 9 năm 1929        |
| 1141 Bohmia | ngày 4 tháng 1 năm 1930         |
| 1169 Alwine[5] | ngày 30 tháng 8 năm 1930        |
| 1178 Irmela | ngày 13 tháng 3 năm 1931        |
| 1179 Mally | ngày 19 tháng 3 năm 1931        |
| 1203 Nanna | ngày 5 tháng 10 năm 1931        |
| 1214 Richilde | ngày 1 tháng 1 năm 1932         |
| 1219 Britta | ngày 6 tháng 2 năm 1932         |
| 1365 Henyey | ngày 9 tháng 9 năm 1928         |
| 1514 Ricouxa | ngày 22 tháng 8 năm 1906        |
| 1661 Granule | ngày 31 tháng 3 năm 1916        |
| 1703 Barry | ngày 2 tháng 9 năm 1930         |
| 1967 Menzel | ngày 1 tháng 11 năm 1905        |
| 2017 Wesson | ngày 20 tháng 9 năm 1903        |
| 2119 Schwall[5] | ngày 30 tháng 8 năm 1930        |
| 2298 Cindijon | ngày 2 tháng 10 năm 1915        |
| 2373 Immo | ngày 4 tháng 8 năm 1929         |
| 2443 Tomeileen | ngày 24 tháng 1 năm 1906        |
| 2483 Guinevere | ngày 17 tháng 8 năm 1928        |
| 2533 Fechtig | ngày 3 tháng 11 năm 1905        |
| 2650 Elinor | ngày 14 tháng 3 năm 1931        |
| 2732 Witt | ngày 19 tháng 3 năm 1926        |
| 3034 Climenhaga | ngày 24 tháng 9 năm 1917        |
| 3202 Graff | ngày 3 tháng 1 năm 1908         |
| 3396 Muazzez | ngày 15 tháng 10 năm 1915       |
| 3626 Ohsaki | ngày 4 tháng 8 năm 1929         |
| 3907 Kilmartin | ngày 14 tháng 8 năm 1904        |
| 4588 Wislicenus | ngày 13 tháng 3 năm 1931        |
| 4775 Hansen | ngày 3 tháng 10 năm 1927        |
| 4809 Robertball | ngày 5 tháng 9 năm 1928         |
| 5702 Morando | ngày 16 tháng 3 năm 1931        |
| 5926 Schönfeld | ngày 4 tháng 8 năm 1929         |
| 1. 1 với Friedrich Karl Arnold Schwassmann 2. 2 với Luigi Carnera 3. 3 với Paul Götz 4. 4 với August Kopff 5. 5 với Mario A. Ferrero |                                 |

## Giải thưởng và vinh danh
- Huy chương vàng của Hội Thiên văn học Hoàng gia năm 1914.
- Huy chương Bruce năm 1930.

Tên của ông được đặt cho một hố va chạm trên Mặt Trăng, và tiểu hành tinh 827 Wolfiana mang tên ông.